# Пшерадз (Західнопоморське воєводство)
Пшерадз (пол. Przeradz) — село в Польщі, у гміні Ґжмьонца Щецинецького повіту Західнопоморського воєводства.
Населення — 249 осіб (2011).

## Демографія
Демографічна структура станом на 31 березня 2011 року:
|          | Загалом | Допрацездатний вік | Працездатний вік | Постпрацездатний вік |
| -------- | ------- | ------------------ | ---------------- | -------------------- |
| Чоловіки | 131     | 24                 | 93               | 14                   |
| Жінки    | 118     | 31                 | 68               | 19                   |
| Разом    | 249     | 55                 | 161              | 33                   |